# Alan Waldron
Alan Waldron (Royton, 6 settembre 1951) è un ex calciatore inglese, di ruolo centrocampista.

## Carriera
Si forma calcisticamente nel Bolton, ove passerà in prima dal 1969 al 1977, giocando sei stagioni nella serie cadetta inglese e vincendo la Third Division 1972-1973. Nell'estate 1974 subirà un grave infortunio, rompendosi la gamba.
Nell'estate 1976 passa in prestito agli statunitensi del Chicago Sting, con cui nella North American Soccer League 1976 raggiungerà i quarti di finale nei playoff per il titolo, persi contro i futuri campioni dei Toronto Metros-Croatia. 
Termina l'esperienza al Bolton passò al Blackpool, impegnato nella terza divisione inglese. Passa poi al Bury, con cui retrocede nella quarta serie inglese al termine della Third Division 1979-1980. C
Nel 1981 ha poi una breve esperienza nello York City, che lascerà per trasferirsi in Australia in forza al Wollongong City, ove chiuderà la carriera nel 1983.

## Palmarès

### Nazionali
- Third Division: 1

Bolton: 1972-1973